# 日野友輔
日野 友輔（ひの ゆうすけ、2002年6月3日 - ）は、日本のアイドル、俳優。愛知県出身。東海地方を拠点に活動する日本の2人組男性アイドルグループ・Hi☆Fiveのメンバーである。
旧芸名は野口 友輔（のぐち ゆうすけ）。ワタナベエンターテインメント所属。

## 略歴
2018年、MAG!C☆PRINCEの弟分グループとして新たにアイドルグループを結成する『TOKAIスクールボーイズ』のオーディションに応募。応募総数5,075名の応募者の中から、メンバーに選ばれ、「TOKAIスクールボーイズ」として芸能活動を開始する。
2024年8月10日、芸名を日野 友輔（ひの ゆうすけ）に改名したことを発表した。同年9月1日より放送の『仮面ライダーガヴ』に同作の2号ライダーにあたる辛木田絆斗 / 仮面ライダーヴァレン役で出演している。

## 人物
兄がいる。
趣味・特技はサッカーとピアノ。
将棋棋士である藤井聡太は高校の同級生。
仮面ライダーシリーズは『仮面ライダー電王』『仮面ライダーキバ』『仮面ライダーディケイド』まで観ていたという。

## 出演

### テレビドラマ
- 仮面ライダーガヴ（2024年9月1日 - 、テレビ朝日） - 辛木田絆斗 / 仮面ライダーヴァレン 役[8]

### 舞台
- Reading Drama『5years after』
  - ver.5～K-N-U-K～（2021年4月17日 - 25日、すみだパークシアター「倉」）[11]
  - ver.9 （2022年3月19日 - 3月21日、赤坂レッドシアター）
- 俺たち、ヤンキー王!?-本能寺の変!?-（2021年7月14日 - 19日[注 1]、R'sアートコート） - 勝家 役
- ジュエルステージ「オンエア!」（2022年6月3日- 12日、シアターGロッソ） - 加賀谷蓮 役[13]
- ハイスクール・ハイ・ライフ（2022年8月10日 - 14日、R'sアートコート）
  - ハイスクール・ハイ・ライフ3（2024年2月8日 - 12日、R'sアートコート）[14]
- 30-DELUX NAGOYA「義経千本桜〜源平天外絵巻〜」（2023年12月8日 - 10日、名古屋市芸術創造センター）[15]

### 映画
- タクミくんシリーズ「長い長い物語の始まりの朝。」（2023年5月27日、ビデオプラニング） - 片倉利久 役[16]
- 仮面ライダーガヴ お菓子の家の侵略者（2025年7月25日、東映） - 辛木田絆斗 / 仮面ライダーヴァレン 役[17]
- ドッペル（仮）（2026年公開予定） - 外立智行 役[18]

### WEB番組
- 恋する♥週末ホームステイ（AbemaTV）
  - Season20『恋ステ2021秋沖縄』（2021年10月19日 - 12月14日）
  - Season21『恋ステ2022春』（2022年3月15日 - 5月10日）

### オリジナルビデオ
- SWEET NIGHTMARE GAME ～おかしなゲーム大会～（2025年4月9日、東映ビデオ） - 辛木田絆斗 役[19]

### ゲーム
- 仮面ライダーバトル ガンバレジェンズ（2024年11月 - 2025年5月、アーケード） - 仮面ライダーヴァレン 役[20]

### その他
- 仮面ライダースーパーライブ2025（2024年 - 2025年） - 仮面ライダーヴァレン 役[21]

### 玩具
- 仮面ライダーガヴ DXガヴフォン（2024年11月23日）
- 仮面ライダーガヴ DXおしゃべりゴチゾウセット02（2025年3月）
- 仮面ライダーガヴ DXフラッぺいずゴチゾウ（2025年3月29日）
- 仮面ライダーガヴ DXおしゃべりゴチゾウセット04（2025年5月23日）
- 仮面ライダーガヴ DXおしゃべりゴチゾウセット06（2025年6月27日）
- 仮面ライダーガヴ DXおしゃべりゴチゾウセット08（2025年9月）
- 仮面ライダーガヴ DXガヴフォン ラキア&デンテEDITION（2025年12月）

## ディスコグラフィ

### キャラクターソング
| 発売日        | 商品名                                      | 歌                     | 楽曲             | 備考                                       |
| ------------- | ------------------------------------------- | ---------------------- | ---------------- | ------------------------------------------ |
| 2025年1月28日 | 仮面ライダーガヴ キャラクターソングアルバム | 辛木田絆斗（日野友輔） | 「Truth Hunter」 | 特撮テレビドラマ『仮面ライダーガヴ』関連曲 |